# Staatsvertrag über den Rundfunk im vereinten Deutschland
Der Staatsvertrag über den Rundfunk im vereinten Deutschland zwischen allen sechzehn deutschen Bundesländern ist überwiegend am 1. Januar 1992 in Kraft getreten und verlor mit Inkrafttreten des Medienstaatsvertrags am 7. November 2020 seine Wirkung. Eine Regelung zur Einschränkung der Werbung in Fernsehprogrammen (§ 15 Abs. 2 RStV) trat im Land Hessen erst am 1. Januar 1993 in Kraft. Der Staatsvertrag wurde zum 18. Mal mit Wirkung zum 1. Januar 2016 novelliert (Stand August 2016).

## Inhalt
- Artikel 1 Rundfunkstaatsvertrag
- Artikel 2 ARD-Staatsvertrag[4]
- Artikel 3 ZDF-Staatsvertrag[5]
- Artikel 4 Rundfunkgebührenstaatsvertrag (aufgehoben)
- Artikel 5 Rundfunkfinanzierungsstaatsvertrag
- Artikel 6 Bildschirmtext-Staatsvertrag (aufgehoben)
- Artikel 7 Übergangsbestimmungen, Kündigung, In-Kraft-Treten
- Artikel 8 Außer-Kraft-Treten

## Verkündung in den Ländern
Der Staatsvertrag wurde in Landesrecht transformiert. So in
- Baden-Württemberg: Gesetz vom 19. November 1991 (GBl. S. 745, berichtigt 1992 S. 188),
- Bayern: Bekanntmachung vom 18. Dezember 1991 (GVBl S. 451),
- Berlin: Gesetz vom 19. Dezember 1991 (GVBl. S. 309),
- Brandenburg: Gesetz vom 6. Dezember 1991 (GVBl. S. 580),
- Bremen: Gesetz vom 17. September 1991 (Brem.GBl. S. 273),
- Hamburg: Gesetz vom 16. Dezember 1991 (HmbGVBl. S. 425),
- Hessen: Gesetz vom 31. August 1991 (GVBl. I S. 367), neugefasst durch Bekanntmachung vom 28. Juli 2009 (GVBl. I S. 278),
- Mecklenburg-Vorpommern: Gesetz vom 5. Dezember 1991 (GVOBl. M-V S. 494),
- Niedersachsen: Gesetz vom 26. November 1991 (Nds. GVBl. S. 311),
- Nordrhein-Westfalen: Bekanntmachung vom 20. November 1991 (GV. NRW. S. 408),
- Rheinland-Pfalz: Gesetz vom 10. Dezember 1991 (GVBl. S. 369),
- Saarland: Gesetz vom 29. Oktober 1991 (Amtsbl. S. 1290),
- Sachsen: Gesetz vom 19. Dezember 1991 (SächsGVBl. S. 425),
- Sachsen-Anhalt: Gesetz vom 12. Dezember 1991 (GVBl. LSA S. 478),
- Schleswig-Holstein: Gesetz vom 12. Dezember 1991 (GVOBl. Schl.-H. S. 596) und
- Thüringen: Gesetz vom 18. Dezember 1991 (GVBl. S. 635).

## Teilweise Nichtigkeit
Artikel 3 des Staatsvertrages über den Rundfunk im vereinten Deutschland, der die Grundlage für das ZDF schafft, ist durch Urteil des Bundesverfassungsgerichts vom 25. März 2014 teilweise mit Art. 5 des Grundgesetzes unvereinbar und damit nichtig. Für eine Übergangsfrist bis zum 30. Juni 2015 galten die Vorschriften jedoch weiter; der Gesetzgeber war aufgefordert, eine verfassungskonforme Lösung zu schaffen. Bemängelt wurde insbesondere die Zusammensetzung des ZDF-Verwaltungsrats, in dem die Parteien einen zu starken Einfluss hatten. Geklagt hatten die Länder Rheinland-Pfalz und Hamburg, nachdem im Jahre 2009 der damalige Chefredakteur des ZDF, Nikolaus Brender, auf Intervention der CDU, insbesondere des von Edmund Stoiber gebetenen damaligen hessischen Ministerpräsidenten Roland Koch seinen Posten räumen musste. Künftig dürfen im ZDF-Fernsehrat die staatsnahen Personen und Politiker maximal 33 % ausmachen, zuvor 44 %. Im ZDF-Verwaltungsrat darf diese Gruppe künftig maximal 43 % ausmachen. Außerdem dürfen diese Mitglieder des Verwaltungsrates keinen bestimmenden Einfluss auf die Zusammensetzung des ZDF-Fernsehrates ausüben.

## Kritik
Kritiker sind jedoch nach der Novellierung des Staatsvertrags der Meinung, dass der Staat nach wie vor einen zu großen Einfluss ausübe, die Position der Regierungsparteien gegenüber der Opposition sei zu stark, wichtige Repräsentanten der Gesellschaft fehlten.
Andreas Paulus formulierte im Urteil eine abweichende Meinung: Das Urteil werde seinem eigenen Maßstab nicht gerecht, die Meinungen der Gesellschaft im Rundfunkrat abzubilden. Seiner Meinung nach ist die Beteiligung von Mitgliedern der Exekutive grundsätzlich schädlich, eine Drittelquote zu hoch. „Wenn die Aufsichtsgremien von Rundfunk und Fernsehen von denen beherrscht werden, deren Kontrolle sie unter anderem ermöglichen sollen, ist damit eine Beeinträchtigung ihrer Funktion verbunden. Durch die Möglichkeit der Entsendung von Exekutivvertretern definiert das Urteil die Staatsgewalt von einer Bedrohung der Vielfalt zu einem Element ebendieser Vielfaltsgewährleistung um.“ Paulus kritisierte im Urteilstext ebendies Urteil als „einen utopischen, kaum überprüfbaren Maßstab für die Ausübung des erteilten Mandats“ für die ZDF-Gremien.